# HMS Rodney (1925)
HMS „Rodney” – brytyjski pancernik typu Nelson z okresu II wojny światowej. Został nazwany od admirała sir George’a Brydgesa Rodneya. Nosił znak taktyczny 29.
Okręt był budowany według ustaleń traktatu waszyngtońskiego z roku 1922, które zakładały ograniczenie wyporności do 35.000 ton, co wymusiło kilka kompromisów w projekcie. Jednostka była jedyna w swoim rodzaju, nosząc wiele nowatorskich, jak i nie do końca udanych pomysłów.
Rzeczą, jaka rzucała się w oczy, było ustawienie artylerii głównej, która była skupiona na dziobie w trzech 3-lufowych wieżach. Miało to na celu łatwiejsze zarządzanie artylerią ze stanowiska dowodzenia, odpowiadało też koncepcji boju pościgowego, a także skróciło pancerną cytadelę. Jeśli chodzi o pancerną cytadelę, był to pierwszy brytyjski okręt z systemem „wszystko albo nic” (all or nothing). Pancerz burtowy znajdował się wewnątrz kadłuba (co było nowością) i był nachylony pod kątem 72 stopni. Zastosowano po raz pierwszy nową, zwartą bryłę pomostu bojowego, która stała się tradycyjną dla kolejnych brytyjskich jednostek.
Po raz pierwszy artylerię średnią skupiono całkowicie w wieżach, pancernik nie posiadał kazamat. Zgrupowanie dział w trzech wieżach dziobowych wpłynęło na rozmieszczenie układu napędowego – turbiny znajdowały się przed kotłownią.
Pomimo silnego opancerzenia okręt tracił na swojej wartości przez niewielką prędkość. Admiralicja Brytyjska wyraźnie zaniedbała ten czynnik, który przy następnych konstrukcjach miał odgrywać coraz ważniejszą rolę. Marynarka otrzymała tradycyjnie silnie opancerzony, ale wolny pancernik. Działa, chociaż nowe, nie sprawiały się najlepiej. Były niedopracowane, a ich ustawienie blisko siebie stanowiło zagrożenie dla konstrukcji okrętu. Salw jednoczesnych unikano w czasie wojny, a podczas pokoju praktycznie nie wykonywano. Po bitwie, w której zatonął „Bismarck”, „Rodney” miał powichrowane blachy pokładu od jednoczesnych strzałów.
„Rodney” i „Nelson” były najsilniej uzbrojonymi jednostkami pływającymi do czasu wodowania jednostek potraktatowych (z roku 1936).
„Rodney” brał udział m.in. w zatopieniu pancernika „Bismarck”, operacji „Pedestal”, lądowaniu na Sycylii i w Normandii.
Został uhonorowany aż 11 wyróżnieniami bojowymi (battle honours): kampania norweska 1940, Atlantyk 1940-41, operacja przeciw pancernikowi Bismarck 1941, konwoje maltańskie 1941-42, północna Afryka 1942-43, Sycylia 1943, Salerno 1943, Morze Śródziemne 1943, lądowanie w Normandii 1944, kanał La Manche 1944, Arktyka 1944.